# Undo
"Undo" er en sang sunget af den svenske sangerinde Sanna Nielsen fra hendes debutalbum af samme navn. Sangen fremførtes for første gang den 8. februar 2014 til den anden semifinale i Melodifestivalen 2014, hvor den gik videre til finalen. Sangen blev udgivet som single den 23. februar 2014. 
Den 8. marts vandt sangen Melodifestivalen og blev dermed udvalgt til at repræsentere Sverige ved Eurovision Song Contest 2014 i København i den første semifinale den 6. maj.
Undo er en uptempo ballade. Den er skrevet af Fredrik Kempe, David Kreuger og Hamed "K-One" Pirouzpanah. Kempe er endvidere ophavsmand til vinderne af Melodifestivalen i 2008 (Charlotte Perrelli - "Hero"), 2009 (Malena Ernman - "La Voix") og 2011 (Eric Saade - "Popular").

## Melodifestivalen
Til finalen i Melodifestivalen var "Undo" oppe imod ni øvrige sange, og konkurrencen var meget tæt. Da den internationale jury havde stemt, så Top 3 således ud:
- Ace Wilder - Busy Doin' Nothing (97 point).
- Sanna Nielsen - Undo (90 point).
- Alcazar - Blame It On The Disco (62 point).

SMS-stemmerne gav følgende resultater: 
- Sanna Nielsen - Undo (122 point - i alt 212 point).
- Ace Wilder - Busy Doin' Nothing (113 point - i alt 210 point).
- Alcazar - Blame It On The Disco (48 point - i alt 110 point).

Dermed vandt "Undo" med blot to point flere end nr. 2.

## Eurovison Song Contest 2014

### Bookmakere og fanafstemninger
Den 22. april - 2 uger før den første semifinale skulle afholdes - første "Undo" med 31 point ned til Østrig og Conchita Wurst på andenpladsen, efter at 13 fanklubber havde afgivet deres stemmer i OGAE-afstemningen. Bl.a. den danske fanklub havde givet Sverige 12 point i afstemningen. Den 30. april fremgik det, at 20 fanklubber havde givet Sverige maks-point og dermed en klar sejr foran Ungarn på 2. pladsen og Israel på 3. pladsen
Den 25. april viste udviklingen hos oddschecker.com, der samlede en lang række europæiske bookmakeres odds på en grand prix-vinder, at Armenien var favorit til at vinde, og at Sverige ville indtage 2. pladsen og Danmark 3. pladsen.
Efter den første semifinale overtog svenske Sanna Nielsen førstepladsen hos bookmakerne fra Aram Mp3, men måtte forud for finalen overlade favoritværdigheden til den senere vinder fra Østrig.

### Prøver og shows
De første sceneprøver afholdtes mandag den 28. april, hvor Sanna Nielsen i løbet af formiddagen som den fjerde kunstner fremførte sin sang og afprøvede sceneshowet i B&W Hallerne. I viewing-rummet kunne deltagerne se en optagelse af deres prøve og foreslå ændringer til bl.a. det lys- og grafik-show, som kører under deres optræden.

#### Semifinale 1
Sanna Nielsen fremførte "Undo" som sang nr. 4 ud af 16 sange i den første semifinale tirsdag den 6. maj. Under stemmeoptællingen overraskede en af showets værter, Lise Rønne, Sanna Nielsen. Rønne havde nemlig i al hemmelighed arrangeret, at to af Sannas veninder fik lov til at danse oppe på scenen. "Undo" gik videre til finalen og blev annonceret i tilfældig rækkefølge som den 8. ud af 10. sange. Efterfølgende viste det sig, at "Undo" var gået videre til finalen med 131 point og dermed næstflest point efter Hollands "Calm After the Storm", der opnåede 150 point i semifinalen.

#### Finalen
I finalen lørdag den 10. maj 2014 opnåede "Undo" 218 point og endte dermed på en tredjeplads efter Holland på andenpladsen (238 point) og Østrig på førstepladsen (290 point).

## Hitlister
| \| Hitliste (2014) \| Højeste placering \| \| ---------------------------------------------------- \| ----------------- \| \| Belgien (Ultratop 50 Flanderen)[10] \| 25 \| \| Belgien (Ultratop 50 Vallonien)[11] \| 48 \| \| Danmark (Track Top-40)[12] \| 5 \| \| Finland (Suomen virallinen latauslista)[13] \| 7 \| \| Frankrig (SNEP)[14] \| 131 \| \| Holland (Single Top 100)[15] \| 21 \| \| Irland (IRMA)[16] \| 21 \| \| Schweiz (Schweizer Hitparade)[17] \| 11 \| \| Skotland (Official Charts Company)[18] \| 39 \| \| Storbritannien Singles (Official Charts Company)[19] \| 40 \| \| Sverige (Sverigetopplistan)[20] \| 2 \| \| Sverige (Digilistan)[21] \| 1 \| \| Tyskland (Official German Charts)[22] \| 32 \| \| Østrig (Ö3 Austria Top 40)[23] \| 12 \| |                   |
| Hitliste (2014) | Højeste placering |
| Belgien (Ultratop 50 Flanderen) | 25                |
| Belgien (Ultratop 50 Vallonien) | 48                |
| Danmark (Track Top-40) | 5                 |
| Finland (Suomen virallinen latauslista) | 7                 |
| Frankrig (SNEP) | 131               |
| Holland (Single Top 100) | 21                |
| Irland (IRMA) | 21                |
| Schweiz (Schweizer Hitparade) | 11                |
| Skotland (Official Charts Company) | 39                |
| Storbritannien Singles (Official Charts Company) | 40                |
| Sverige (Sverigetopplistan) | 2                 |
| Sverige (Digilistan) | 1                 |
| Tyskland (Official German Charts) | 32                |
| Østrig (Ö3 Austria Top 40) | 12                |